# Baraszi
Baraszi (ukr. Бараші) – wieś na Ukrainie, w obwodzie żytomierskim, w rejonie zwiahelskim, siedziba hromady. W 2001 liczyła 2032 mieszkańców.